# Dobriša Cesarić
Dobriša Cesarić (Požega, 10 gennaio 1902 – Zagabria, 18 dicembre 1980) è stato un poeta croato, uno dei più famosi poeti e traduttori croati.

## Biografia
Dobriša Cesarić nacque a Požega, figlio di Maria e di Đure, che ha lavorato come ingegnere forestale.
Dopo aver trascorso i suoi primi anni di vita a Osijek, Dobriša Cesarić si trasferì nel 1916 a Zagabria, dove compì gli studi superiori ginnasiali e universitari frequentando la facoltà di filosofia, e quindi intraprese le attività di bibliotecario e di pubblicista.
Contemporaneamente ad i suoi corsi di studio, Cesarić sin dalla adolescenza si dilettò a scrivere versi ed il suo esordio è datato proprio intorno all'età di quattordici anni, con la lirica intitolata I ja ljubim.
Cesarić viaggiò in Europa, visitando l'Italia, la Germania e la Bulgaria. 
È stato dapprima assistente alla regia al Teatro Nazionale Croato, successivamente ha lavorato all'Istituto Igienico, come bibliotecario della Scuola di sanità pubblica, e infine è stato funzionario del Ministero della Pubblica Istruzione.
Nel 1945 diventò direttore di Zora, una casa editrice croata.
Nel 1951 fu eletto membro dell'Accademia Jugoslava di Scienze e Arti.
Gli argomenti peculiari e ricorrenti presenti nelle sue opere risultarono le bellezze della natura, come in Jesen ("Autunno") e in Kasna jesen ("Tardo autunno"), ma anche immagini tristi, malinconiche e luttuose come in Mrtvac ("Il morto"), oltre che ricordi di vite andate, presenti in Pjesma o kurtizani ("Canto della cortigiana") e in Cirkuska skica ("Schizzo di circo").
Il pessimismo che ha intriso molte liriche di Cesarić, accompagnò sia i toni riflessivi e intimistici sia gli slanci sociali e umanitari ben rappresentati nella Balada iz predgradja ("Ballata del sobborgo") e in Mrtvancica najbjednijih ("Obitorio dei più miseri"), opere che focalizzano l'attenzione intorno alle problematiche delle periferie urbane. Viceversa, in altre liriche appare un'espressione di ottimistica fiducia nella vita umana, nei valori e nella società, come evidenziato in Zidari ("Muratori"), in Spoznanje ("Conoscenza") e in Na novu plovidbu ("Ad una nuova navigazione").
Le opere di Cesarić si caratterizzarono per la dolce linearità dei versi, per la melodiosità, per l'armonia del ritmo e della metrica, per la limpidezza delle immagini.
Le raccolte più prestigiose di Cesarić si rivelarono Lirika ("Lirica") del 1931, Izabrani stihovi ("Versi scelti") del 1942, Pjesme ("Poesie") del 1951 e Goli căsovi ("Momenti nudi") del 1956.
Tra gli scrittori preferiti da Cesarić, e che maggiormente lo ispirarono si possono menzionare quelli in lingua germanica e slava, da Goethe ad Heine e Rilke, da Puschkin a Lermontow e Esenin.
Vinse numerosi premi e riconoscimenti per il suo lavoro e il suo talento: nel 1931 ha ricevuto il "Jazu Award" per la sua raccolta di canzoni Lirika; nel 1960 ha ricevuto il "Dragon Award"; nel 1964 il premio letterario "Vladimir Nazor".

## Opere principali
- Lirika, Zagabria, 1931.
- Spasena svjetla, Zagabria, 1938.
- Izabrani stihovi, Zagabria, 1942.
- Pjesme (Voćka poslije kiše), Zagabria, 1951.
- Knjiga prepjeva, Zagabria, 1951.
- Osvijetljeni put, Zagabria, 1953.
- Tri pjesme, Zagabria, 1955.
- Goli časovi, Novi Sad, 1956.
- Proljeće koje nije moje, Zagabria, 1957.
- Izabrane pjesme, Zagabria, 1960.
- Poezija, Skoplje, 1965.
- Moj prijatelju, Zagabria, 1966.
- Slap, izabrane pjesme, Zagabria, 1970.
- Svjetla za daljine, Belgrado, 1975.
- Izabrana lirika, Belgrado, 1975.
- Izabrane pjesme i prepjevi, Sarajevo, 1975.
- Pjesme. Memoarska proza, Zagabria, 1976.
- Voćka poslije kiše, Zagabria, 1978.

Pubblicazioni postume
- Spasena svjetla, Zagabria, 1985.
- Srebrna zrnca u pjesniku, Zagabria, 1985.
- Balada iz predgrađa, Zagabria, 1992.
- Povratak, Zagabria, 1995.
- Kadikad, Zagabria, 1997.
- Dobriša Cesarić. Pjesme., ABC naklada, Zagabria, 2007.
- Izabrana djela, Matica hrvatska, Zagabria, 2008.